# Station Ins
Station Ins (Duits: Bahnhof Ins, Frans: Gare de Anet) is een spoorwegstation in de gemeente Ins (Frans: Anet) in het Zwitsers kanton Bern. Het station ligt op de kruising tussen de Spoorlijn Bern - Neuchâtel en de Spoorlijn Fribourg - Ins van de SBB. Ook ligt het station aan de Smalspoorlijn Spoorlijn Biel - Ins, uitgevoerd door ASm.

## Treindiensten

### Nationaal
| Serie | Treinsoort       | Route                                      | Bijzonderheden |
| ----- | ---------------- | ------------------------------------------ | -------------- |
| IR 66 | InterRegio (BLS) | La Chaux-de-Fonds – Neuchâtel – Ins – Bern |                |

### Regionaal
| Serie | Treinsoort                  | Route                                                                                     | Bijzonderheden |
| ----- | --------------------------- | ----------------------------------------------------------------------------------------- | -------------- |
| S 5   | S-Bahn Bern (BLS)           | Bern – Bern Brünnen Westside – Kerzers [– Ins – Neuchâtel ] / [– Murten/Morat – Payerne ] |                |
| S 20  | RER Fribourg/Freiburg (TPF) | Neuchâtel – Ins – Murten/Morat – Cressier – Fribourg – Romont                             |                |
| S 21  | RER Fribourg/Freiburg (TPF) | Ins – Murten/Morat – Cressier – Fribourg – Romont                                         |                |
| S 52  | S-Bahn Bern (BLS)           | Bern – Bern Brünnen Westside – Kerzers – Ins                                              |                |